# Albert S. D’Agostino
Albert S. D’Agostino (* 27. Dezember 1892 in New York City; † 14. März 1970 in Los Angeles) war ein US-amerikanischer Filmarchitekt.

## Leben
Albert S. D’Agostino studierte Architektur und Mechanical Design an der Columbia University und am Mechanics Institute in seiner Heimatstadt New York. Ab 1915 war er zunächst als Bühnenbildner beim Theater tätig. Als solcher konnte er sich auch am Broadway behaupten. 1918 stieg er ins Filmgeschäft ein, wo er als assistierender Szenenbildner bei MGM Fuß fassen konnte. Als die Tonfilmära anbrach, war er als Filmarchitekt bei kleinen Produktionsfirmen beschäftigt. Von 1934 bis 1936 arbeitete bei Universal Pictures, wo er häufig für die Filmbauten von Horrorfilmen wie Der Werwolf von London (1935) und Draculas Tochter (1936) zuständig war. 1938 erhielt er schließlich einen Vertrag bei RKO Pictures, wo er in den 1940er Jahren Van Nest Polglase als leitenden Art Director des Studios ablöste und bis 1958 angestellt war. Ähnlich wie Polglase war D’Agostino bekannt dafür, trotz oft knapper Budgets aufwändige Filmbauten zu erschaffen und diese mittels metaphorischer Bildsprache dem psychologischen Zustand der Filmfiguren anzupassen.
Im Laufe seiner Karriere war D’Agostino an mehr als 380 Filmproduktionen beteiligt, arbeitete für namhafte Regisseure wie Orson Welles, Alfred Hitchcock, Jacques Tourneur, Robert Siodmak und Otto Preminger und wurde fünfmal für den Oscar in der Kategorie Bestes Szenenbild nominiert, unter anderem für Welles’ Film Der Glanz des Hauses Amberson (1942). Er starb 1970 im Alter von 77 Jahren in Los Angeles.

## Filmografie (Auswahl)
- 1921: Salvation Nell
- 1928: Ramona
- 1929: She Goes to War
- 1934: Des Sträflings Lösegeld (Great Expectations)
- 1935: Der Werwolf von London (Werewolf of London)
- 1935: Der Rabe (The Raven)
- 1936: Tödliche Strahlen (The Invisible Ray)
- 1936: Draculas Tochter (Dracula’s Daughter)
- 1936: Magnificent Brute
- 1938: Pacific Liner
- 1939: Black River (Allegheny Uprising)
- 1941: Mary und der Millionär (The Devil and Miss Jones)
- 1942: Joan of Paris
- 1942: Der Glanz des Hauses Amberson (The Magnificent Ambersons)
- 1942: Die Flotte bricht durch (The Navy Comes Through)
- 1942: Es waren einmal Flitterwochen (Once Upon a Honeymoon)
- 1942: Katzenmenschen (Cat People)
- 1943: Hitler’s Children
- 1943: Von Agenten gejagt (Journey Into Fear)
- 1943: Auf ewig und drei Tage (Forever and a Day)
- 1943: Flight for Freedom
- 1943: Ich folgte einem Zombie (I Walked with a Zombie)
- 1943: Harte Burschen – steile Zähne (A Lady Takes a Chance)
- 1943: Dies ist mein Land (This Land Is Mine)
- 1943: Ohne Rücksicht auf Verluste (Bombardier)
- 1943: The Sky’s the Limit
- 1943: Higher and Higher
- 1944: The Curse of the Cat People
- 1944: Ledernacken (Marine Raiders)
- 1944: Step Lively
- 1944: Mit Büchse und Lasso (Tall in the Saddle)
- 1944: Music in Manhattan
- 1944: None But the Lonely Heart
- 1944: Murder, My Sweet
- 1944: Experiment in Terror
- 1945: Mit den Augen der Liebe (The Enchanted Cottage)
- 1945: Der Leichendieb (The Body Snatcher)
- 1945: Stahlgewitter (Back to Bataan)
- 1945: Die Seeteufel von Cartagena (The Spanish Main)
- 1945: Sing Your Way Home
- 1946: Morgen und alle Tage (From This Day Forward)
- 1946: Die Wendeltreppe (The Spiral Staircase)
- 1946: Land der Banditen (Badman’s Territory)
- 1946: Die Spur des Fremden (The Stranger)
- 1946: Berüchtigt (Notorious)
- 1947: Die Todesreiter von Kansas (Trail Street)
- 1947: Sindbad der Seefahrer (Sinbad the Sailor)
- 1947: Die Farmerstochter (The Farmer’s Daughter)
- 1947: Die Frau am Strand (The Woman on the Beach)
- 1947: Im Kreuzfeuer (Crossfire)
- 1947: In der Klemme (Desperate)
- 1947: So einfach ist die Liebe nicht (The Bachelor and the Bobby-Soxer)
- 1947: Goldenes Gift (Out of the Past)
- 1947: Tycoon
- 1948: Geheimnis der Mutter (I Remember Mama)
- 1948: Die Glocken von Coaltown (The Miracle of the Bells)
- 1948: Nur meiner Frau zuliebe (Mr. Blandings Builds His Dream House)
- 1948: Jedes Mädchen müßte heiraten (Every Girl Should Be Married)
- 1948: Berlin-Express
- 1948: Sie leben bei Nacht (They Live by Night)
- 1948: Rachel und der Fremde (Rachel and the Stranger)
- 1948: Nacht in der Prärie (Blood on the Moon)
- 1948: Der Schrecken von Texas (Return of the Bad Men)
- 1948: Der Junge mit den grünen Haaren (The Boy with Green Hair)
- 1948: Gangster der Prärie (Station West)
- 1949: Ring frei für Stoker Thompson (The Set-Up)
- 1949: Das unheimliche Fenster (The Window)
- 1949: Die rote Schlinge (The Big Steal)
- 1949: Holiday Affair
- 1949: Noras schwache Stunde (Bride for Sale)
- 1949: Der Kampf um den Sonora-Pass (Roughshod)
- 1950: Die schwarze Lawine (The Secret Fury)
- 1950: Hölle am weißen Turm (The White Tower)
- 1950: Glücksspiel des Lebens (Walk Softly, Stranger)
- 1950: Never a Dull Moment
- 1950: Endstation Mord (Gambling House)
- 1951: Auf Bewährung freigelassen (The Company She Keeps)
- 1951: Die Ehrgeizige (Payment on Demand)
- 1951: Das Ding aus einer anderen Welt (The Thing from Another World)
- 1951: Ein Satansweib (His Kind of Woman)
- 1951: Stählerne Schwingen (Flying Leathernecks)
- 1951: Das Herz einer Mutter (The Blue Veil)
- 1951: Gangster unter sich (Behave Yourself!)
- 1951: Doppeltes Dynamit (Double Dynamite)
- 1951: Der Rächer (Best of the Badmen)
- 1951: Hard, Fast and Beautiful
- 1951: Gangster (The Racket)
- 1952: Die Spielhölle von Las Vegas (The Las Vegas Story)
- 1952: Die Söhne der drei Musketiere (At Sword’s Point)
- 1952: Macao
- 1952: Um Haaresbreite (The Narrow Margin)
- 1952: Vor dem neuen Tag (Clash by Night)
- 1952: The Big Sky – Der weite Himmel (The Big Sky)
- 1952: Korea (One Minute to Zero)
- 1952: Androkles und der Löwe (Androcles and the Lion)
- 1952: An der Spitze der Apachen (The Half-Breed)
- 1952: Kampf um den Piratenschatz (Blackbeard the Pirate)
- 1953: Engelsgesicht (Angel Face)
- 1953: The Hitch-Hiker
- 1954: Eine Nacht mit Susanne (Susan Slept Here)
- 1956: Der Eroberer (The Conqueror)
- 1957: Befiehl du deine Wege (All Mine to Give)
- 1957: Düsenjäger (Jet Pilot)
- 1958: Links und rechts vom Ehebett (I Married a Woman)
- 1959: Die Welt der Sensationen (The Big Circus)

## Auszeichnungen
Albert S. D’Agostino war in seiner Karriere fünfmal für den Oscar in der Kategorie Bestes Szenenbild nominiert:
- 1937: Magnificent Brute (zusammen mit Jack Otterson)
- 1943: Der Glanz des Hauses Amberson (zusammen mit A. Roland Fields und Darrell Silvera)
- 1944: Flight for Freedom (zusammen mit Carroll Clark, Darrell Silvera und Harley Miller)
- 1945: Step Lively (zusammen mit Carroll Clark, Darrell Silvera und Claude E. Carpenter)
- 1946: Experiment in Terror (zusammen mit Jack Okey, Darrell Silvera und Claude E. Carpenter)